# Machimus bataviensis
Machimus bataviensis là một loài ruồi trong họ Asilidae. Machimus bataviensis được Meijere miêu tả năm 1914. Loài này phân bố ở miền Ấn Độ - Mã Lai.